# Gellin (Ramin)
Gellin ist ein Ortsteil der Gemeinde Ramin des Amtes Löcknitz-Penkun im Landkreis Vorpommern-Greifswald in Mecklenburg-Vorpommern.

## Geographie
Der Ort liegt vier Kilometer nordöstlich von Ramin und sieben Kilometer östlich von Löcknitz. Die Nachbarorte sind Neuenkrug und Linken im Nordosten, Marienhof im Osten, Grenzdorf, Neu-Grambow und Grambow im Südosten, Stadtberg im Süden, Ramin, Ramin-Ausbau und Schmagerow im Südwesten, Wilhelmshof im Westen sowie Schillermühle und Bismark im Nordwesten.